# Pomme de terre en robe des champs

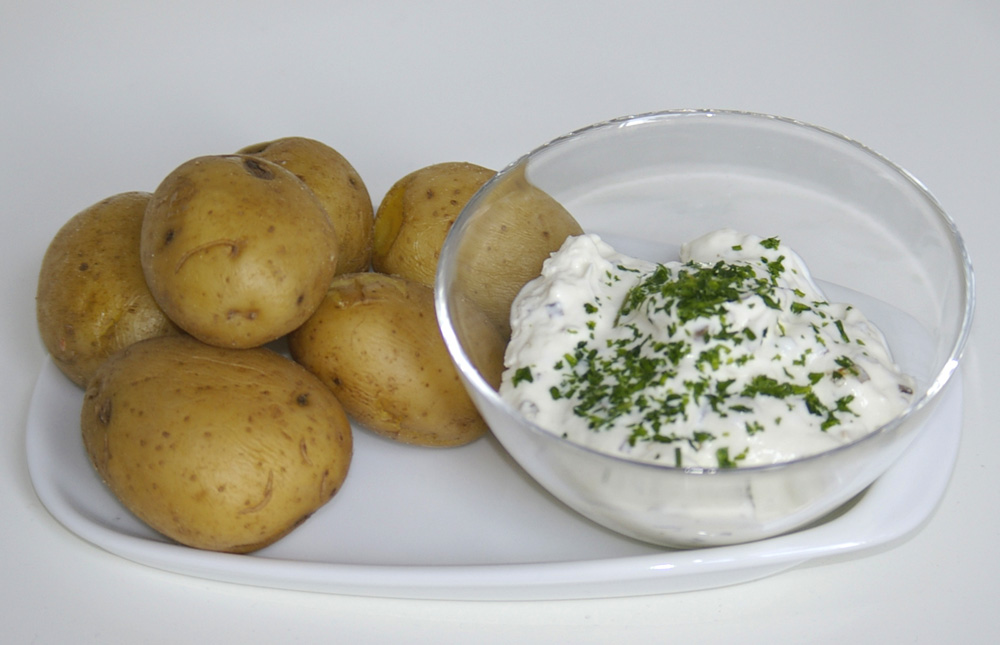
Pommes de terre en robe des champs et fromage blanc.

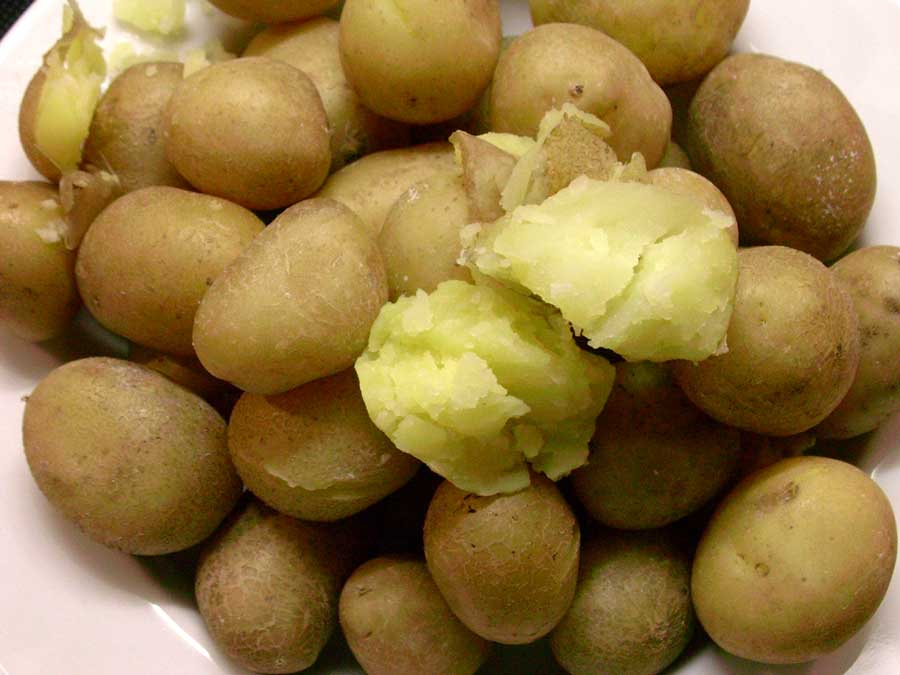
Pommes de terre en robe des champs fraîchement cuites.

Les pommes de terre en robe des champs sont des pommes de terre qui sont cuites et servies avec leur peau. Elles sont généralement cuites à l'eau ou à sec, sous la cendre (éventuellement enveloppées dans de la feuille d'aluminium ou du papier sulfurisé), ou bien au four ou dans un four à micro-ondes. On peut également les cuire à la vapeur ou dans un autocuiseur.
Ces modes de cuisson, qui demandent une vingtaine de minutes (dix minutes dans le cas de l'autocuiseur ou du micro-ondes), sont ceux qui préservent le mieux les qualités nutritives de la pomme de terre, en limitant la dégradation de l'amidon et sa décomposition en sucres simples, et en préservant les vitamines.

## Consommation

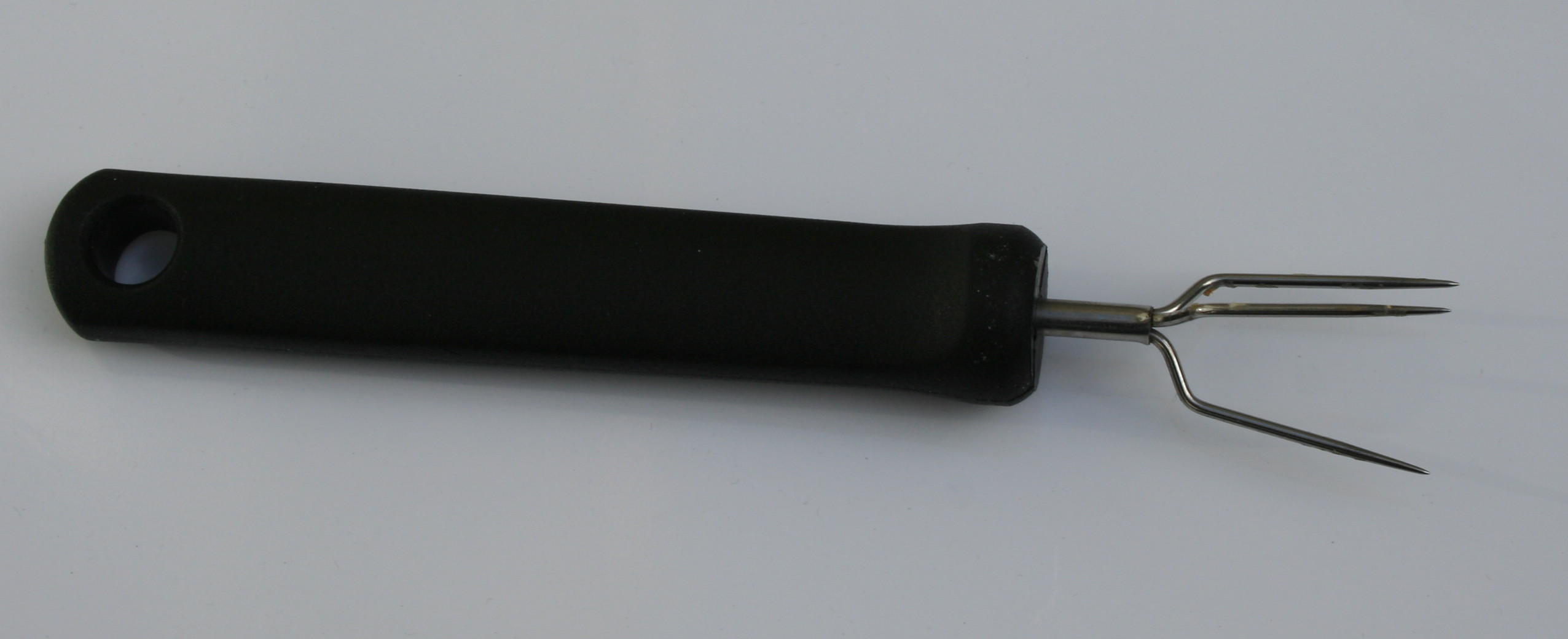
Fourchette à pomme de terre à manche en matière plastique.

Les pommes de terre en robe des champs sont généralement pelées, encore chaudes, directement dans l'assiette en les piquant avec une fourchette, ou une fourchette à pomme de terre, pour éviter qu'elles ne se fendent. Cet ustensile compte généralement trois dents seulement, non alignées, pour éviter de fendre la chair de la pomme de terre, comme le ferait une fourchette classique.
Dans certains cas on peut en consommer la peau : il s'agit des pommes de terre « nouvelles », ou « primeur », à la peau très fine.

## «Pommes de terre en robe de chambre» ou «en robe des champs»
Les deux expressions désignent la même chose, c'est-à-dire des pommes de terre cuites et servies avec  leur peau.
La première expression, « pommes de terre en robe de chambre » est la plus ancienne ; elle est en effet attestée dès 1859 dans Le Cuisinier praticien ou La Cuisine simple et pratique, de C. Reculet et, en 1869, le Grand Dictionnaire universel du XIXe siècle, de Pierre Larousse indique que cette expression est alors devenue plus courante que « pommes de terre en chemise ». Cette expression s'appliquait à l'origine, au XVIIIe siècle, à d'autres mets que les pommes de terre, lorsque ceux-ci étaient masqués au regard par la préparation, comme des « œufs en robe de chambre », ou des « pigeons en robe de chambre ».
La seconde expression, « pommes de terre en robe des champs », plus récente, n'est citée pour la première fois qu'en 1923, dans un menu publié par L'Écho de Paris. Selon Maurice Grevisse, cette locution pourrait être une déformation, ou une correction voulue, de la première. Dans le Dictionnaire historique de la langue française, Alain Rey indique que cette expression (« en robe des champs ») prétend corriger la précédente.
L'expression « en robe de chambre » est parfois considérée comme vieillie.